# Lascăr Catargiu
Lascăr Catargiu, född 1 november 1823, död 11 april 1899, var en rumänsk politiker.
Han var tronkandidat 1859, övertog 1866 tillsammans med två officerare makten i den provisoriska regeringen och var furst Karls av Hohenzollerns förste ministerpresident.
Mellan 1871 och 1876 var han ledare för en konservativ ministär, blev 1888 senatens president, var 1889 åter ministerpresident. I maj 1891 blev han inrikesminister i kabinettet Ion Emanuel Florescu och presiderade 1891-1895 i ett konservativt kabinett.